# Derek Mahon
Derek Mahon (ur. 23 listopada 1941 w Belfaście, zm. 1 października 2020 w Kinsale) – północnoirlandzki poeta, krytyk teatralny oraz autor scenariuszy. Pisywał również regularnie dla „The Irish Times”. Studiował w Royal Academical Institution oraz w Trinity College w Dublinie. Przez pewien czas przebywał w Kanadzie, Stanach Zjednoczonych i Francji (rok na Sorbonie), w 1967 powrócił do Irlandii Północnej, a w 1970 przeniósł się do Londynu.
Był członkiem Aosdána.
Jego poezja ma charakter refleksyjny, pełna jest realiów Irlandii, przewijają się w niej często motywy podróży jako odkrywania samego siebie oraz katastrofy.

## Twórczość

### Poezja
- Night-Crossing, 1968
- Lives, 1972
- The Snow Party, 1975
- Poems 1962–1978, 1979
- Courtyards in Delft, 1981
- The Hunt By Night, 1982
- Antarctica, 1985
- Selected Poems, 1990
- Selected Poems, 1991
- The Yaddo Letter, 1992
- The Hudson Letter, 1995
- The Yellow Book, 1997
- Collected Poems, 1999
- Selected Poems, 2001
- Harbour Lights, 2005

### Proza
- Journalism: selected prose, 1970–1995 – wybór artykułów prasowych, 1996

### Tłumaczenia
- The Chimeras (wersja Les Chimères Nervala), 1982
- High Time (wersja Szkoły mężów Molière'a), 1985
- The Selected Poems of Philippe Jaccottet, 1988
- The Bacchae (wersja Fedry Eurypidesa i Racine’a, 1996
- Birds (wersja Oiseaux Saint-John Perse’a), 2002
- Cyrano de Bergerac. (wersja sztuki Edmonda Rostanda) 2004
- Oedipus (według Sofoklesa), 2005

### Opracowania krytyczne
- Elmer Kennedy-Andrews (ed.), The Poetry of Derek Mahon. Colin Smythe, Gerrards Cross 2002. ISBN 0-86140-425-4
- Hugh Haughton, The Poetry of Derek Mahon. OUP, Oxford 2007. ISBN 978-0-19-921544-7
- Jerzy Jarniewicz, Ekphrasis in the Poetry of Derek Mahon. NWP, Piotrków 2013. ISBN 978-83-7726-056-2
- Stephen Ennis, After the Titanic. A Life of Derek Mahon. Gill and Macmillan, Dublin 2014. ISBN 978-0-7171-6441-7